# 王子食品
王子食品株式会社（おうじしょくひん、英文:Oji foods Inc.）は、京都府京都市右京区に本社を置く日本の健康食品、サプリメントOEM会社である。

## 沿革
- 1969年 2月14日 - 株式会社王子センターとして、京都府宇治市大久保にて法人設立。
- 1982年 - 王子食品株式会社に商号変更。
- 1994年 - 本社を現在の京都市右京区西京極に移転。
- 2005年 - ISO 9001認証取得。
- 2015年 - ISO 22000認証取得。